# Serrodes basisignum
Serrodes basisignum là một loài bướm đêm trong họ Erebidae.